# Epigyphantes epigynatus
Epigyphantes epigynatus är en spindelart som först beskrevs av Andrei V. Tanasevitch 1988.  Epigyphantes epigynatus ingår i släktet Epigyphantes och familjen täckvävarspindlar. Inga underarter finns listade i Catalogue of Life.